# Kvarnberget, Falun

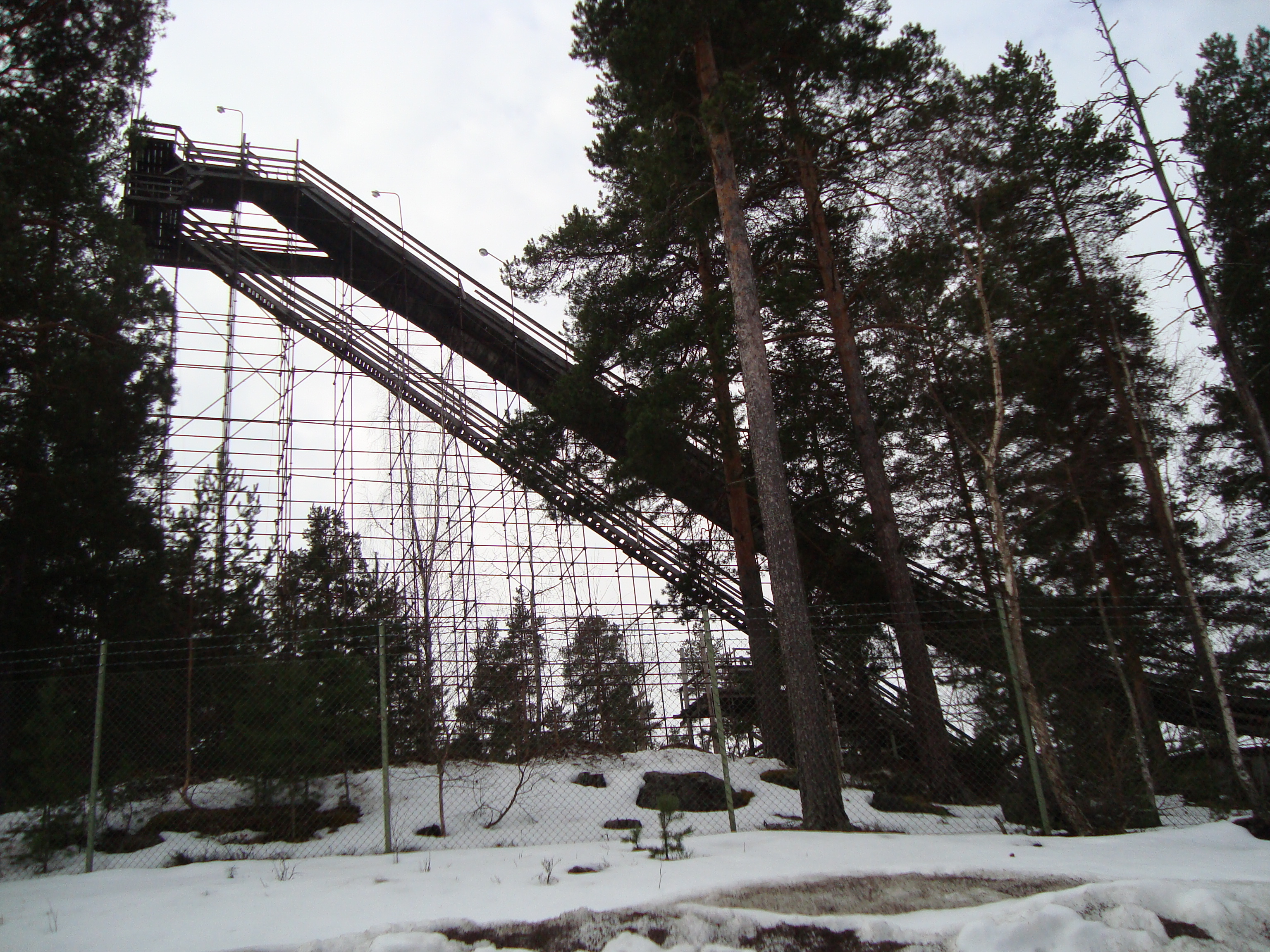
Hoppbackarna på Kvarnberget.

Kvarnberget är en stadsdel i Falun, cirka 2 kilometer söder om centrum. Som namnet antyder ligger stadsdelen på ett berg, som sluttar ner mot sjöarna Tisken och Runns norra ände. Bebyggelsen domineras av hyreshus i tre våningar, byggda på 1950-talet.

## Tillkomst
Bostadsområdet Kvarnberget började byggas i slutet av 1940-talet. Trevåningshusen hade moderna lägenheter med badrum. I området planerades redan från början två deltidsförskolor och en lågstadieskola in. De flesta av hyresgästerna var statsanställda. De var bland annat militärer, järnvägsanställda, postanställda och lärare med familjer. Idag är skolan nedlagd, och eleverna hänvisas till närliggande Södra skolan i stadsdelen Järnet. Förskolan Kvarnen finns kvar och ligger på toppen av Kvarnberget. 

## Bostadsförvaltare
De flesta bostäder på Kvarnberget förvaltas av det kommunala hyresbolaget Kopparstaden. Husen renoverades under 2000-talet men charmen från 50-talet, med köksdetaljer och parkettgolv, behölls.

## Inrättningar
På Kvarnberget fanns tidigare några (lägre) backhoppningsbackar, men dessa revs våren 2014. Kopparvallen, vid Kvarnbergets fot, är hemmaplan för fotbollsklubben Falu BS.Tidigare fanns där en folkpark, Marieberg, med ångbåtsförbindelse från centrala Falun (järnvägsviadukten). I folkparksområdet byggdes senare kontorslokaler för det utlokaliserade Domänverket, vilka numera utgör kontors- och konferensanläggningen Kvarnporten.

## Service
I stadsdelen finns service i form av en Konsumbutik, lunchrestaurangen Carianna, pizzerior, en inredningsbutik samt kontors- och konferensanläggningen Kvarnporten där företag som WM-data, Securitas, Ramböll, Dotcom, Naturbränsle, VMF Qbera har lokaler. Vid Kvarnberget ligger Slussens båthamn och Kafé Slussvaktar'n med minigolf, restaurang och bar. Sommartid är Slussvaktar'n mycket välbesökt och där anordnas spelningar av olika slag. Från Slussen utgår också båten Slussbruden på flera olika kryssningar på sjön Runn.  

## Angränsande stadsdelar
Stadsdelar som gränsar till Kvarnberget är Daglöstäkten, Främby och Slussen. Från centrum går Dalatrafiks stadsbusslinjer 704 och 702.